# Goniothalamus expansus
Goniothalamus expansus este o specie de plante din genul Goniothalamus, familia Annonaceae, descrisă de William Grant Craib. Conform Catalogue of Life specia Goniothalamus expansus nu are subspecii cunoscute.